# Rondeletia azuensis
Rondeletia azuensis är en måreväxtart som beskrevs av Ignatz Urban. Rondeletia azuensis ingår i släktet Rondeletia och familjen måreväxter. Inga underarter finns listade i Catalogue of Life.